# Parthenicus sabulosus
Parthenicus sabulosus är en insektsart som beskrevs av Van Duzee 1925. Parthenicus sabulosus ingår i släktet Parthenicus och familjen ängsskinnbaggar. Inga underarter finns listade i Catalogue of Life.